# Cnidoscolus tepiquensis
Cnidoscolus tepiquensis är en törelväxtart som först beskrevs av Julien Noël Costantin och Gallaud, och fick sitt nu gällande namn av Cyrus Longworth Lundell. Cnidoscolus tepiquensis ingår i släktet Cnidoscolus och familjen törelväxter. Inga underarter finns listade i Catalogue of Life.